# Alima Moro
Alima Moro (* 5. Februar 1983 in Bawku) ist eine ghanaische Fußballspielerin.

## Karriere
Moro startete ihre Karriere mit den in Bolgatanga beheimateten Bolga Ghatel Ladies. Im Jahr 2005 verließ sie für eine Arbeit in der ghanaischen Botschaft in Rom ihre Heimat. Sie setzte in Italien ihre Karriere in der Serie C bei ASD Lighi fort. Nach nur einer Saison beim ASD Lighi kehrte sie dem Verein den Rücken und ging in die Serie B zum C.F. Marostica 99. Es folgte im Herbst 2007 der Wechsel zum Ligarivalen Vicenza Calcio Femminile. Dort wurde Moro auf Anhieb Leistungsträgerin, was ihr 2012 einen Vertrag in der Serie A beim CF Trevignano einbrachte. In der Serie A kam sie nach einer starken ersten Saison nicht über die Reservistenrolle hinaus und wechselte mit Beginn der Saison 2013/2014 in die Serie C zurück, wo sie seither beim ASD Laghi Calcio unter Vertrag steht.

### International
Moro ist Nationalspielerin für die Ghanaische Fußballnationalmannschaft der Frauen und ist derzeit die einzige im Ausland spielende Nationalspielerin Ghanas. Sie setzte zwischen 2011 und 2013 zwei Jahre aus, nachdem sie dem damaligen Trainer Anthony Edusei Bestechlichkeit vorwarf. Moro behauptete in einem Interview mit einer ghanaischen Tageszeitung, dass sich einige Spielerinnen der Nationalmannschaft ihren Platz erkauft hätten. Seit Dezember 2013 steht sie wieder im Nationalteam.

## Auszeichnungen
In der Saison 2011/2012 wurde sie zur besten afrikanischen Fußballerin in Italien gewählt. Am 23. Oktober 2013 wurde sie dann mit dem Ghana-Italy Excellence Awards in Brescia ausgezeichnet. Zudem wurde sie von der Ghana Football Association als beste Torhüterin 2012 ausgezeichnet.

## Futsal
Neben ihrer Fußballkarriere spielte sie in Italien zwei Jahre lang Futsal für den Fontanafredda beheimateten Futsal Club Caffé dae Tose.